# Bruder Klaus (Bern)

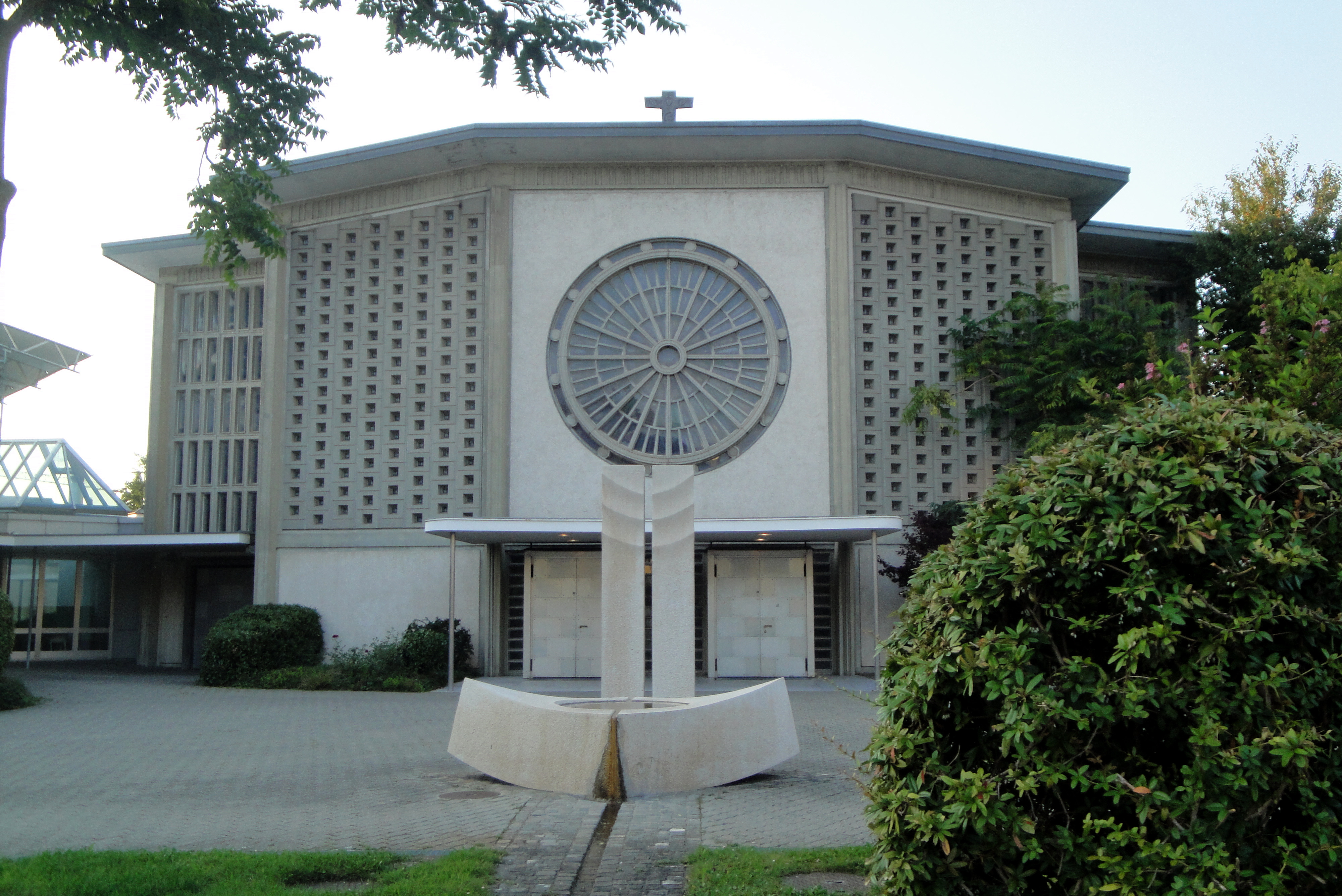
Katholische Kirche Bruder Klaus

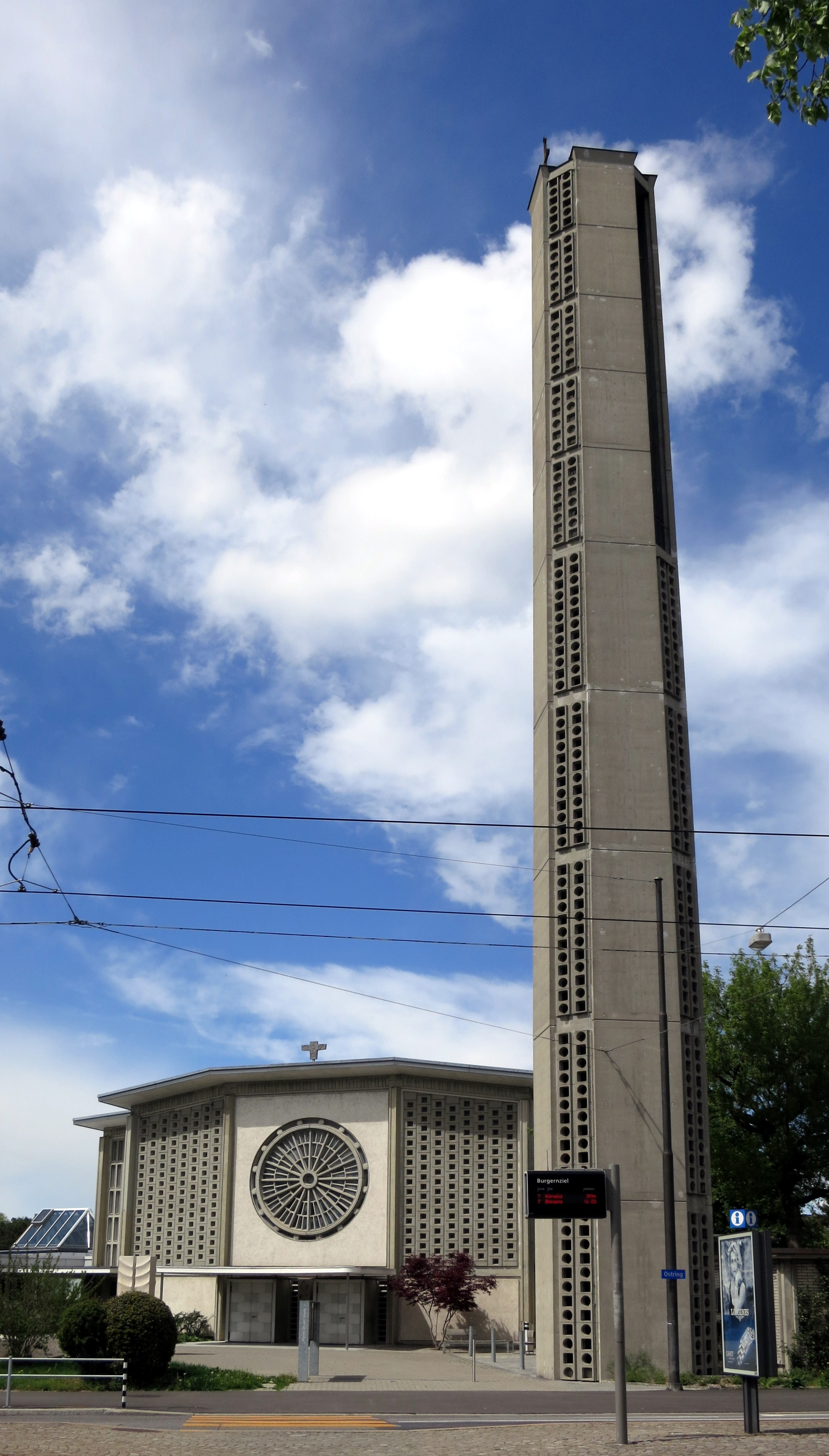
Kirche mit Turm

Die Kirche Bruder Klaus in Bern ist nach der  Dreifaltigkeitskirche und der Marienkirche die dritte der nachreformatorischen, noch ursprünglich erhaltenen römisch-katholischen Pfarrkirchen der Stadt. Die in Betonbauweise von Architekt Hermann Baur erstellte Kirche ist ein Kulturgut von nationaler Bedeutung. Sie gilt als wegweisend für den modernen Kirchenbau der Schweiz.

## Geschichte und Pfarreistruktur
Gemäss Dekret des Grossen Rats vom 8. März 1939 erhielten die drei Stadtpfarreien von Bern Dreifaltigkeit, St. Antonius und St. Marien den Status einer staatlich anerkannten Kirchgemeinde und wurden zur Römisch-katholischen Gesamtkirchgemeinde der Stadt Bern und des ihr angeschlossenen Kantonsgebietes. Dadurch wurde 1955 die Gründung der Kirchgemeinde Bruder Klaus ermöglicht. Wegen der stark nach Osten wachsenden Stadt wuchs das Bedürfnis der katholischen Bevölkerung nach einer eigenen Kirche. In weiser Voraussicht hatte Pfarrer Josef Emil Nünlist (1875–1952) im April 1938 das unbebaute Areal an der Kreuzung Muristrasse, Ostring, Thunstrasse von der Burgergemeinde zum Preis von 183'245 Franken erworben. 1951 entschied sich die eingesetzte Wettbewerbsjury für das Projekt des Basler Architekten Hermann Baur. Am 30. August 1953 war die Grundsteinlegung, und der Berner Architekt Walter Bitter baute die neue Kirche in den beiden folgenden Jahren nach Hermann Baurs Plänen. Am 24. Oktober 1954 vollzog der Bischof von Basel, Franziskus von Streng, die Weihe der Kirche samt Pfarreizentrum zu Ehren des 1947 heiliggesprochenen Niklaus von Flüe.

## Baubeschreibung
Die prominente Lage der Bruder-Klaus-Kirche an der stark befahrenen Kreuzung am Berner Burgernziel erforderte von Architekt Hermann Baur eine grosszügige Gestaltung. Er plante die Hauptachse der trapezförmigen Kirche mit ihrer Fassade diagonal zum Mittelpunkt des bereits seit 1948 bestehenden Kreisels der Strassenkreuzung. Mit dem grossen Radfenster ist die Fassade an historischen Vorbildern orientiert. Der Rohbau in Skelettbauweise wurde mit kleinflächigen Betonelementen und Kalksandstein-Mauerwerk ausgefacht. Für die Dachkonstruktion wurden auf auskragenden Stützen aus Ortsbeton vorgespannte Fertigelemente eingehängt. Die enge Zusammenarbeit zwischen Architekt und Ingenieur ermöglichte die neuartige Dachkonstruktion und die eleganten Spindeltreppen zur Empore und auf den Glockenturm. Die eigentlich nicht hohe Kirche ist mit nur zwei Stufen vom Vorplatz abgehoben und wirkt dadurch zwischen den niedrig gehaltenen Nebenbauten dominant. Der Vorplatz ist an der Nordwestseite mit dem Pfarrsaaltrakt und dem Pfarrhof an der Ostseite begrenzt. 1986 wurde die Gebäudegruppe mit einem – das architektonische Gesamtbild etwas störenden – neuen Zwischentrakt zum Pfarrsaal erweitert.

### Kirchturm und Glocken
Der hohe Kirchturm als markantestes Merkmal ist wie ein Campanile freistehend an der Ostseite des Vorplatzes angeordnet. Sein fünfstimmiges Geläute, welches die Firma Rütschi Aarau goss, wurde zum Bettag am 18. September 1954 von Bischof Streng geweiht und am folgenden Mittwoch von Schulkindern aufgezogen. Die Dreifaltigkeitsglocke, Marienglocke, Bruder-Klaus-Glocke, St.-Vinzenz- und Michaelsglocke sind auf die Töne Cis' e' fis' a' h' gestimmt.

### Brunnen
Am 19. August 1989 wurde der von Karl Imfeld künstlerisch gestaltete Brunnen «Quelle des Lebens» als Symbol der Auferstehung auf dem Vorplatz eingeweiht.

### Taufkapelle
Die Bruder-Klaus-Kirche besitzt nach der alten Tradition des Baptisteriums eine separate Taufkapelle, die an einem geschlossenen Innenhof über einen geschlossenen Verbindungsgang erreicht wird. Der Gang führt weiter zu den Büroräumlichkeiten am Rand des Areals. Der Hof dient ähnlich einem Klosterkreuzgang als Besinnungsraum. Dort ist eine Darstellung des Bruder Klaus als Vollplastik von Stephan Reich aufgestellt. Ebenfalls im Pfarrhof befindet sich das Marmorrelief der Bildhauerin Owski Müller (Dittingen), welches Gottes Mühlen darstellt und vorübergehend im Chor der Kirche stand.

### Innenraum und künstlerische Ausstattung
Durch die Glasbausteine der Seitenwände erhält der Innenraum gedämpftes Licht. Der hohe Chorraum erhält dagegen sein Tageslicht von über dem sichtbaren Bereich angeordneten Fenstern. Die Bankbestuhlung ist in ihrer gerundeten Anordnung auf den Altarraum bezogen. Der Altarblock und der Tabernakel sollten ursprünglich näher frei zum Volk stehen, sie mussten dann auf Intervention des Bischofs näher zur Wand gerückt werden. Der Bischof konnte sich noch nicht mit der Zelebration des Priesters gegen das Volk anfreunden, die zehn Jahre später mit dem Zweiten Vatikanischen Konzil allgemein eingeführt wurde. Zu Baurs Konzept gehört die Ausstattung mit diversen Kunstwerken. Allerdings konnte er sich mit einigen Vorschlägen nicht durchsetzen. So wurde der geplante Posaunenengel am Turm nicht realisiert und ein Altarbild von Ferdinand Gehr abgelehnt. Gehr hatte zuvor in der Kirche St. Anton in Wettingen ein Wandbild gemalt, das auf Verlangen von Bischof Franziskus von Streng vor der Einweihung abgedeckt und später zerstört werden musste. Als Ferdinand Gehrs Werke sind einzig der Baldachin über dem Altar, noch auf den vier Säulen, und die Glasmalereien besonders im Radfenster der Hauptfassade ausgeführt.
Der Bildhauer Albert Schilling schuf die Reliefs des hl. Stephanus und des hl. Johannes des Täufers an beiden Marmoramben. Ebenfalls den Altarblock mit Gebet und Meditationsbild des Bruder Klaus, welches an den Vorder- und Stirnseiten von stilisierten Engelgestalten begleitet wird. Von Schilling stammt auch der Grundstein zwischen den Eingangspforten mit dem Lebensbaum, dessen Wurzeln auf Christus als Gründer hinweisen, auf den die Kirche gebaut ist. Vom Grafiker Armin Hofmann stammen Schriften und Ornamentbodenplatten unter der Empore und vor dem Chor. Dargestellt sind ein Bruder-Klaus-Kopf und vorne die hl. Dreifaltigkeit. Der Berner Eisenplastiker Bernhard Luginbühl konnte das Relief eines Musikinstruments an der Orgelbrüstung sowie den Taufstein mit Deckel ausführen.
1968 wurde der Altarraum nach den neuen Vorgaben des Konzils umgestaltet. Eine erneute Umgestaltung erfolgte 1994 durch die Künstler Alois Lichtsteiner, Murten (Kunstmaler), und Hans-Peter von Ah, Luzern (Konzept). Dabei wurde der Baldachin freischwebend aufgehängt und wurden die farbigen Bilder an den Seitenwänden geschaffen. An der Stelle der entfernten Seitenaltäre wurde eine Marienstatue aus dem 16. Jahrhundert in die Nische der linken Seite und der Tabernakel auf einem Marmorblock in die rechtsseitige Nische aufgestellt.

### Krypta
Die Unterkirche wird Werktagskapelle oder Krypta genannt. Ihre leicht gewölbte Decke entspricht den Stufen zum darüberliegenden Altarraum, gleichsam als verbindendes Element. Das Glasbetonfenster und das Relief des Lamm Gottes gestaltete ebenfalls Albert Schilling. Beim späteren Umbau wurde dies entfernt und einer der beiden Amben der Hauptkirche nach hier unten versetzt. Neu wurde dafür eine Madonnenstatue von Pierino Selmoni (Mendrisio, 1927–2017) aufgestellt. Zur weiteren Ausstattung gehört eine von Orgelbau Wälti, Gümligen, 1978 gebaute kleine Orgel mit fünf Registern auf einem Manual mit mechanischer Traktur und Registratur.

### Orgeln
Anfänglich musste eine elektronische Orgel zur Begleitung des Gesangs genügen. Am 13. Dezember 1964 konnte die neue Hauptorgel eingeweiht werden. Die Schleifladen-Orgel mit mechanischer Traktur umfasst 29 Register auf zwei Manualen und Pedal und wurde nach der Disposition von Viktor Frund durch Manfred Mathis AG, Näfels, gebaut. Sie ist ausser der Neuintonierung von 1996 unverändert geblieben. Dazu kommt als zweite Orgel die Kleinorgel der Krypta.